# Твоје лице звучи познато (1. сезона)
Прва сезона емисије Твоје лице звучи познато у Србији је емитована од 12. октобра до 29. децембра 2013. године и броји 12 епизода.

## Стални жири
- Катарина Радивојевић
- Марија Михајловић
- Иван Ивановић

- Гости

| Епизода | Фотографија | Члан жирија            |
| ------- | ----------- | ---------------------- |
| 1       |             | Драгана Мирковић       |
| 2       |             | Северина               |
| 3       |             | Мирослав Илић          |
| 4       |             | Саво Милошевић         |
| 5       |             | Марија Шерифовић       |
| 6       |             | Бора Ђорђевић          |
| 7       |             | Тони Цетински          |
| 8       |             | Сергеј Трифуновић      |
| 9       |             | Наташа Беквалац        |
| 10      |             | Харис Џиновић          |
| 11      |             | Драгољуб Љубичић Мићко |

## Табела са такмичарима
| Учесници                      | Епизода 1              | Епизода 2                  | Епизода 3       | Епизода 4        | Епизода 5          | Епизода 6              | Епизода 7           | Епизода 8        | Епизода 9       | Епизода 10       | Епизода 11        | Епизода 12         |
| ----------------------------- | ---------------------- | -------------------------- | --------------- | ---------------- | ------------------ | ---------------------- | ------------------- | ---------------- | --------------- | ---------------- | ----------------- | ------------------ |
| Тамара Драгичевић (глумица)   | Леди Гага              | Северина                   | ЛМФАО           | Лепа Брена       | Јелена Розга       | Лака                   | Дом за вешање       | Мајкл Џексон     | Џоел Греј       | Руслана          | Весна Ђогани      | Кајли Миног        |
| Ана Кокић (певачица)          | Слађана Милошевић      | Пинк                       | Псај            | Лучано Павароти  | Елтон Џон          | Заз                    | Лорин               | Калиопи          | Ферги           | Бен Верин        | Бијонсе           | Пинк               |
| Борис Миливојевић (глумац)    | Мањифико               | Ђорђе Балашевић            | Тина Тарнер     | Елвис Присли     | Халид Бешлић       | Момчило Бајагић Бајага | Тони Цетински       | Ана Кокић        | Ем Си Хамер     | Жељко Јоксимовић | Сека Алексић      | Миодраг Костић     |
| Жељко Шашић (певач)           | Бора Чорба             | Дино Мерлин Весна Змијанац | Жељко Бебек     | Аца Лукас        | Аксел Роуз         | Оливер Драгојевић      | Ален Адемовић       | Милан Младеновић | Снеки           | Цеца             | Жељко Самарџић    | Алиса              |
| Снеки (певачица)              | Здравко Чолић          | Јелена Карлеуша            | Ајс Нигрутин    | Викторија        | Мадона             | Ана Бекута             | Срђан Гојковић Гиле | Силвана          | Каролина Гочева | Шер              | Ана Николић       | Алабина            |
| Алекса Јелић (певач)          | Цеца                   | Тоше Проески               | Мирослав Илић   | Ерос Рамацоти    | Владо Георгиев     | Бијонсе                | Јачек Коман         | Мајкл Џексон     | Наташа Беквалац | Рој Шајдер       | Роби Вилијамс     | Мадона             |
| Скај Виклер (певач)           | Мик Џегер              | Шабан Бајрамовић           | Гру             | Вил Ај Ем        | Марија Шерифовић   | Робин Тик              | Јуан Макгрегор      | Аки Рахимовски   | Дино Дворник    | Жељко Шашић      | Ејми Вајнхаус     | Урош Ђурић         |
| Гоца Тржан (певачица)         | Драгана Мирковић Чолић | Џенифер Лопез              | Џеј             | Брајан Џонсон    | Саша Лошић         | Зоран Костић Цане      | Марина Перазић      | Кристина Агилера | Боно Вокс       | Кнез             | Оливија Њутон-Џон | Цигани лете у небо |
| Кнез (певач)                  | Луис                   | Јосипа Лисац               | Џибони          | Хари Варешановић | Фреди Меркјури     | Кемал Монтено          | Барбара Стрејсенд   | Саша Матић       | Мери Џ. Блајџ   | Звонко Богдан    | Џон Траволта      | Лени Кравиц        |
| Сара Јовановић (поп певачица) | Ријана                 | Оливер Мандић              | Милан Станковић | Бритни Спирс     | Александра Радовић | Мајли Сајрус           | Беби Дол            | Шакира           | Лајза Минели    | Кети Пери        | Оливера Катарина  | Леона Луис         |